# Tom Green County
Das Tom Green County ist ein County im US-Bundesstaat Texas der Vereinigten Staaten. Das U.S. Census Bureau hat bei der Volkszählung 2020 eine Einwohnerzahl von 120.003 ermittelt. Der Verwaltungssitz (County Seat) ist San Angelo.

## Geographie
Das County liegt etwa 40 km nordwestlich des geographischen Zentrums von Texas und hat eine Fläche von 3990 Quadratkilometern, wovon 48 Quadratkilometer Wasserfläche sind. Es grenzt im Uhrzeigersinn an folgende Countys: Coke County, Runnels County, Concho County, Schleicher County, Irion County, Reagan County und Sterling County.
Die eigentümliche heutige Form mit dem langen nach Westen ausgreifenden Landstreifen rührt aus der sukzessiven Ausgliederung weiterer Countys aus dem Tom Green County her. Das benachbarte Irion County wurde 1889 aus dem Tom Green County ausgegliedert, das Gebiet des heutigen Reagan County verblieb jedoch noch im Tom Green County. Da der Staat Texas Countys damals keine Exklaven erlaubte, wurde der Landstreifen als Verbindung errichtet. 1903 wurde in einer Abstimmung entschieden, dass das Reagan County unabhängig vom Tom Green County werden sollte, und gleichzeitig entschieden, dass der Streifen Land weiter zum Tom Green County gehören sollte.

## Geschichte
Tom Green County wurde 1874 aus Teilen des Bexar County gebildet. Benannt wurde es nach Thomas Green, einem General der Konföderierten Armee.

## Demografische Daten

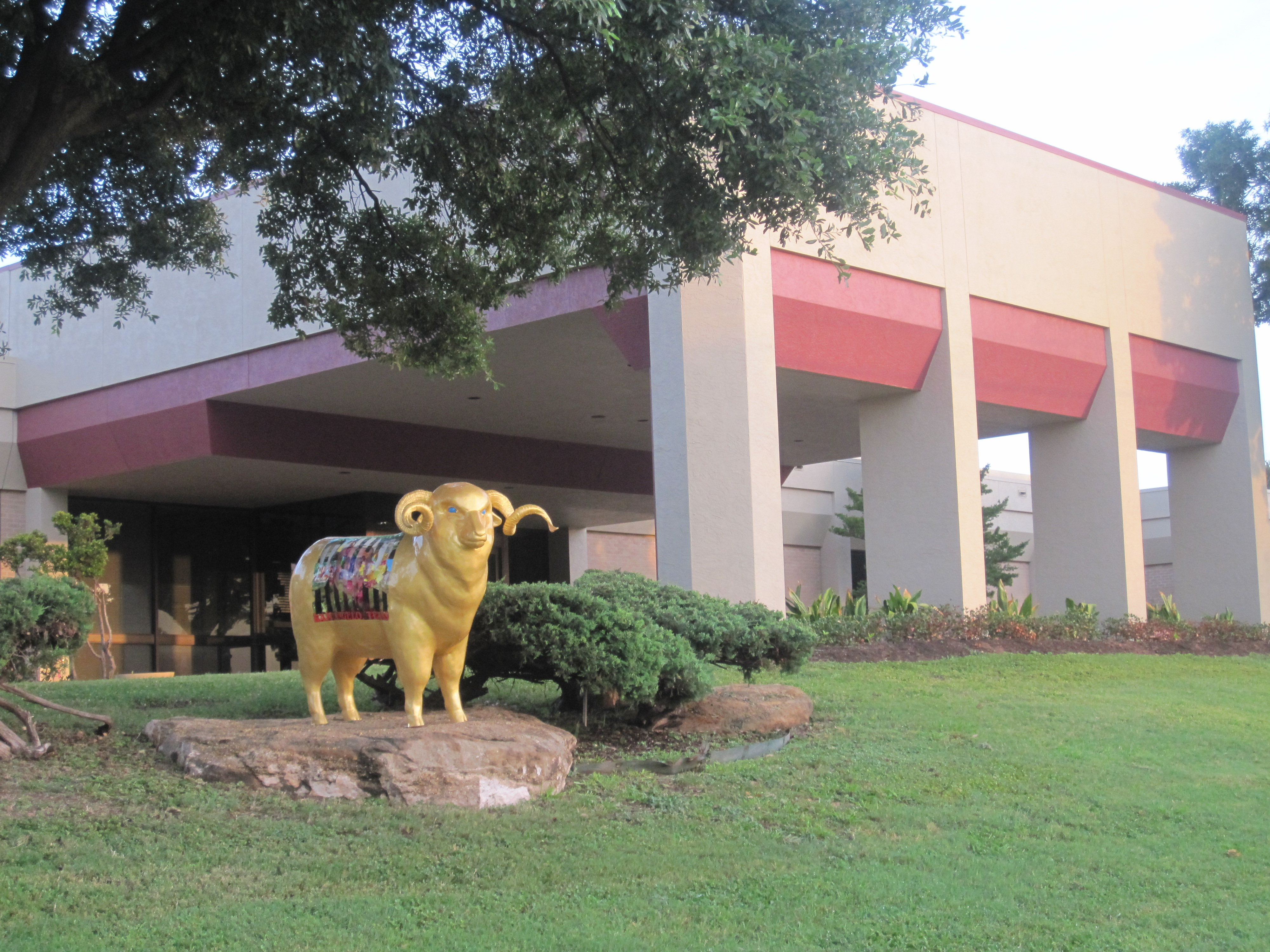
Das West Texas Rehabilitation Center

Nach der Volkszählung im Jahr 2000 lebten im Tom Green County 104.010 Menschen in 39.503 Haushalten und 26.783 Familien. Die Bevölkerungsdichte betrug 26 Einwohner pro Quadratkilometer. Ethnisch betrachtet setzte sich die Bevölkerung zusammen aus 79,08 Prozent Weißen, 4,13 Prozent Afroamerikanern, 0,65 Prozent amerikanischen Ureinwohnern, 0,86 Prozent Asiatische Amerikaner, 0,07 Prozent Pazifische Insulaner und 12,82 Prozent aus anderen ethnischen Gruppen; 2,39 Prozent stammten von zwei oder mehr Ethnien ab. 30,71 Prozent der Einwohner waren spanischer oder lateinamerikanischer Abstammung.
Von den 39.503 Haushalten hatten 33,0 Prozent Kinder oder Jugendliche, die mit ihnen zusammen lebten. 52,1 Prozent waren verheiratete, zusammenlebende Paare 11,9 Prozent waren allein erziehende Mütter und 32,2 Prozent waren keine Familien. 27,2 Prozent waren Singlehaushalte und in 10,8 Prozent lebten Menschen im Alter von 65 Jahren oder darüber. Die durchschnittliche Haushaltsgröße betrug 2,52 und die durchschnittliche Familiengröße betrug 3,09 Personen.
26,1 Prozent der Bevölkerung war unter 18 Jahre alt, 12,8 Prozent zwischen 18 und 24, 27,1 Prozent zwischen 25 und 44, 20,6 Prozent zwischen 45 und 64 und 13,4 Prozent waren 65 Jahre alt oder älter. Das Durchschnittsalter betrug 34 Jahre. Auf 100 weibliche Personen kamen 93,7 männliche Personen und auf 100 Frauen im Alter von 18 Jahren oder darüber kamen 89,9 Männer.

Das jährliche Durchschnittseinkommen eines Haushalts betrug 33.148 USD, das Durchschnittseinkommen einer Familie betrug 39.482 USD. Männer hatten ein Durchschnittseinkommen von 27.949 USD, Frauen 20.683 USD. Das Prokopfeinkommen betrug 17.325 USD. 11,2 Prozent der Familien und 15,2 Prozent der Einwohner lebten unterhalb der Armutsgrenze.

## Orte
- Alvery Junction
- Carlsbad
- Christoval
- Grape Creek
- Harriet
- Knickerbocker
- Mereta
- Orient
- S N Junction
- San Angelo
- Tankersley
- Vancourt
- Veribest
- Wall
- Water Valley